# Teatertorget
Teatertorget (ryska: Театральная площадь, Teatralnaja plosjtjad), känt som Sverdlovtorget mellan 1919 och 1991, är ett torg i Tverskojdistriktet i Moskva, Ryssland. Det ligger vid korsningen av Kuznetskijbrogatan, Petrovkagatan och Teatergatan.
Torget är uppkallat efter de tre teatrar som ligger där: Bolsjojteatern, Malijteatern och Ryska ungdomsteatern. Vid torget ligger tunnelbanestationerna Teatralnaja på Zamoskvoretskajalinjen, Ochotnij Rjad på Sokolnitjeskajalinjen och Plosjtjad Revoljutsii på Arbatsko-Pokrovskajalinjen.
Torget skapades efter att de franska trupperna bränt Moskva under Napoleons fälttåg och en omledning av Neglinnajafloden till en underjordisk kanal; floden rinner fortfarande diagonalt under torget. Det ritades i symmetrisk nyklassicistisk stil av Joseph Bové under 1820-talet, men under andra halvan av 1800-talet förstördes denna symmetri med nytillskott i eklektisk stil, betydligt högre än de äldre byggnaderna. Vid torget finns också det nygotiska TsUM, ett exklusivt varuhus.
Vid ett möte på Sverdlovtorget, som Teatertorget hette under sovjetperioden, 5 maj 1920 togs en bild på Lenin i talarstolen. Den bilden har blivit mycket berömd då Stalin senare lät redigera bort Trotskij och Kamenev från den.